# Storselet, Norrbotten
Storselet är en sjö i Älvsbyns kommun i Norrbotten och ingår i Piteälvens huvudavrinningsområde. Storselet ligger i Piteälven Natura 2000-område.